# Germán Santamaría
Germán Santamaría (Líbano, 24 gennaio 1950) è un giornalista e scrittore colombiano.
Cronista di punta per il quotidiano El Tiempo, è stato inviato speciale in prima linea nell'assedio di Beirut, nella guerra delle Falkland e nella guerra civile del Nicaragua.
Famose sono le sue cronache della tragedia di Armero, ma anche quelle della presa del Palazzo di Giustizia e del terremoto di Popayán, ed è tra i giornalisti più seguiti in Colombia.
Ha vinto per ben tre volte il Premio Simón Bolívar e ha ottenuto il Pedro Joaquín Chamorro de la Sociedad Interamericana de Prensa.
Più volte presidente del Círculo de Periodistas di Bogotà, per tre anni ha occupato a New York un alto incarico ufficiale del governo colombiano.
Come scrittore ha ricevuto numerosi premi letterari, sia in Colombia che all'estero, e con Ho giurato di ucciderti (edito in Italia da Tranchida Editore) ha vinto il Premio Iberico-americano de Novela.
La prosa di Santamaría ricorda, per l'incisività con cui incornicia paesaggi di scura devastazione e saccheggio esistenziale, Hemingway e Conrad, ma sa anche ricreare la delicatezza di una poesia, con l'attitudine di Borges. L'asciuttezza dello stile di Santamaría e la sua capacità di indagare minuziosamente paesaggi di morte sono da ricercare anche nella sua lunga attività di cronista del quotidiano.
Numerosi tra i suoi racconti sono stati tradotti in inglese, francese, russo, tedesco e indù.
È, tra l'altro, autore della serie televisiva Quieta Margarita.
Altre opere edite sono: Los días del calor, Morir ultimo, Marilyn, Colombia y otras sangres e Crónicas.